# Великий Аджалицький лиман
Дофінівський або Великий Аджалицький лиман (тур. Büyük Ağalık liman) — малий солоний лиман в Україні, в межах Одеського району Одеської області. Розташований на узбережжі Чорного моря, за 12 км на схід від Одеси. Довжина лиману — близько 8 км, ширина — в середньому 1 км, максимально — до 1,5 км. Максимальна глибина — 1,2 м, середня — менше 0,5 м. Від моря лиман відділений вузьким піщаним пересипом. Від липня 2001 р. лиман має обмежений зв'язок із суміжною частиною моря через трубу діаметром близько 1 м. Дофінівський лиман вважається наймільководнішим лиманом Північно-Західного Причорномор'я. До лиману впадає мала степова річка — Великий Аджалик. На березі лиману розташовані села: Вапнярка, Нова Дофінівка, Олександрівка.

## Галерея

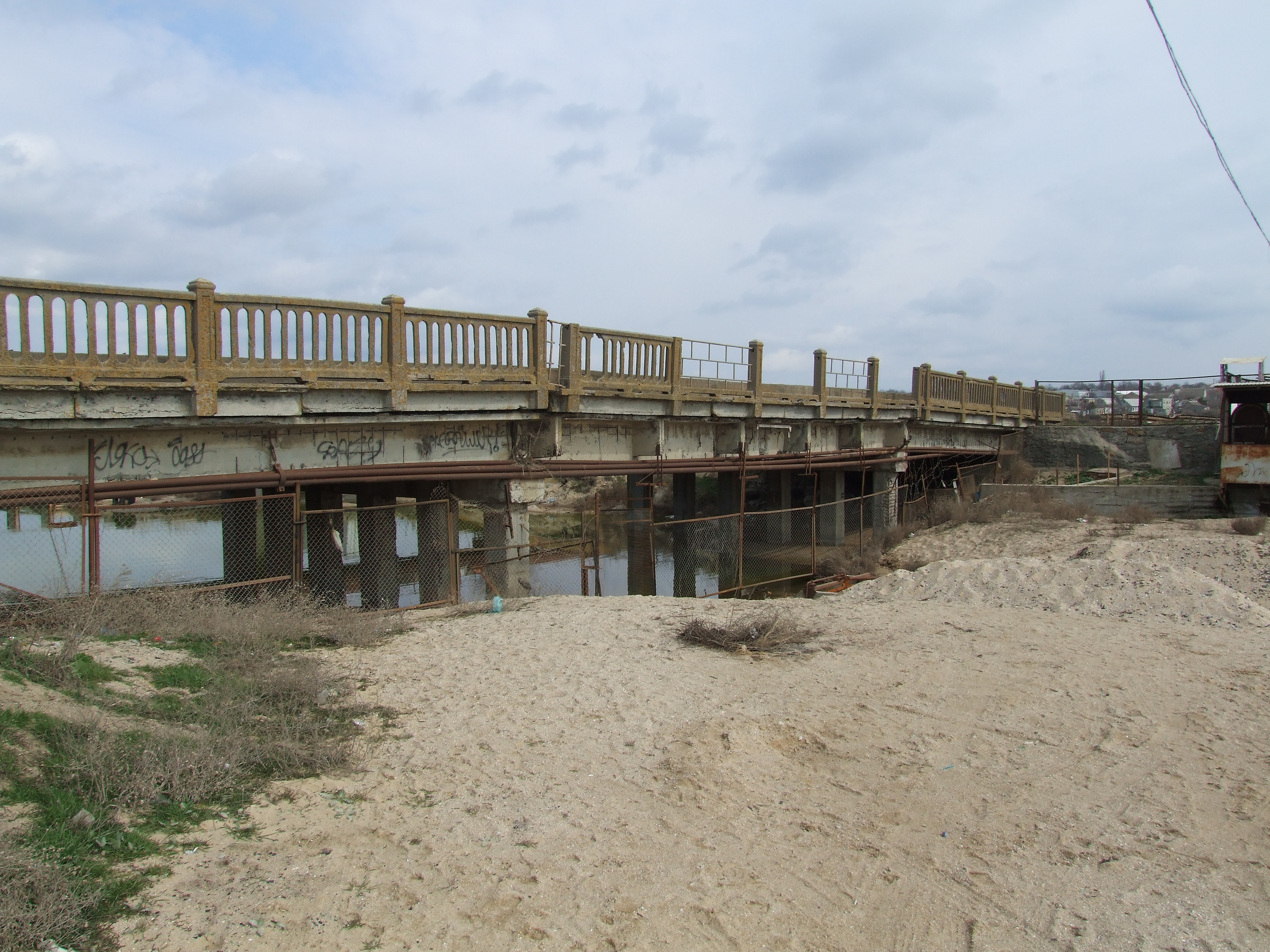
Міст через канал, що поєднує лиман і море
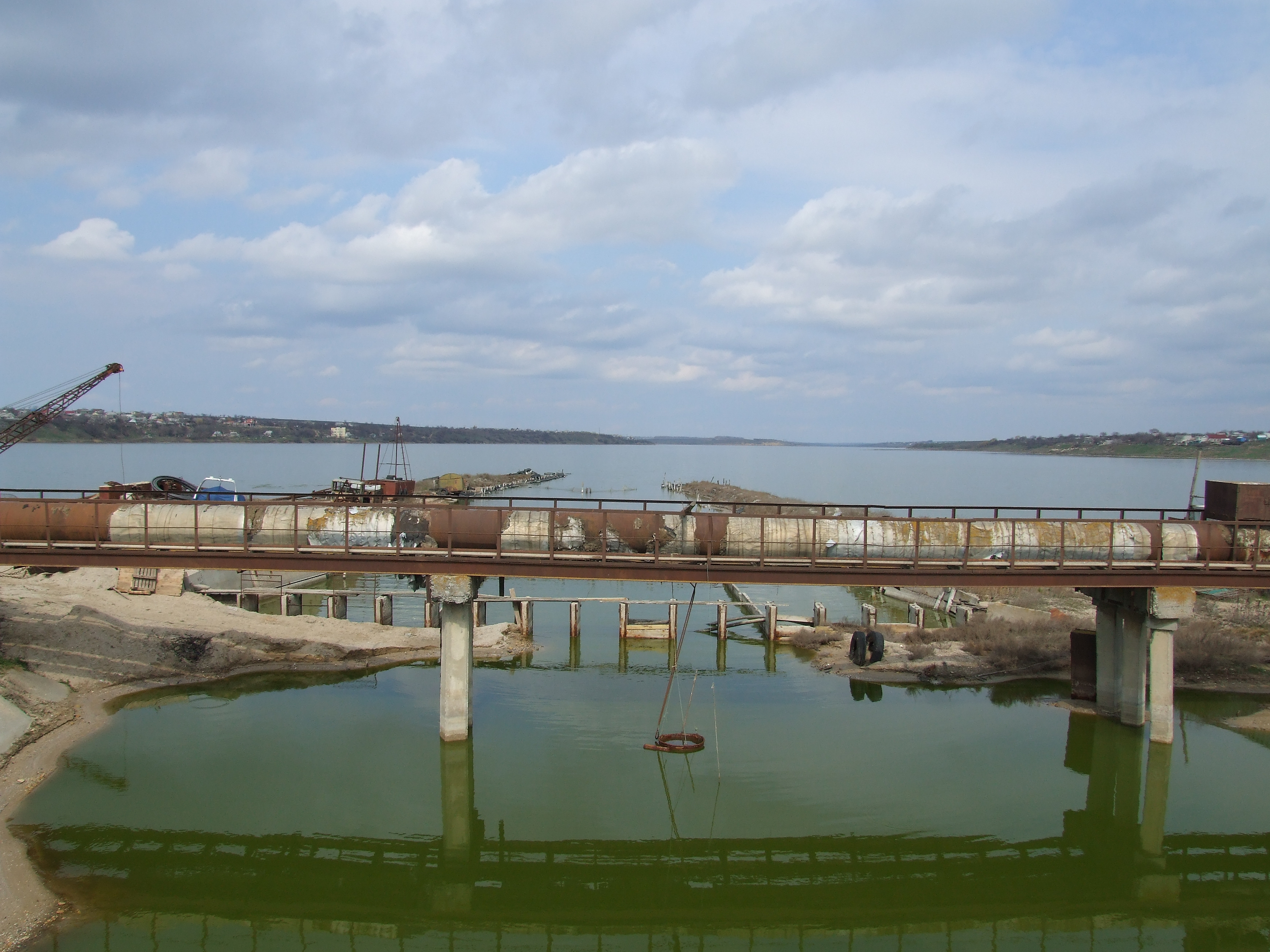
Канал, між лиманом і морем
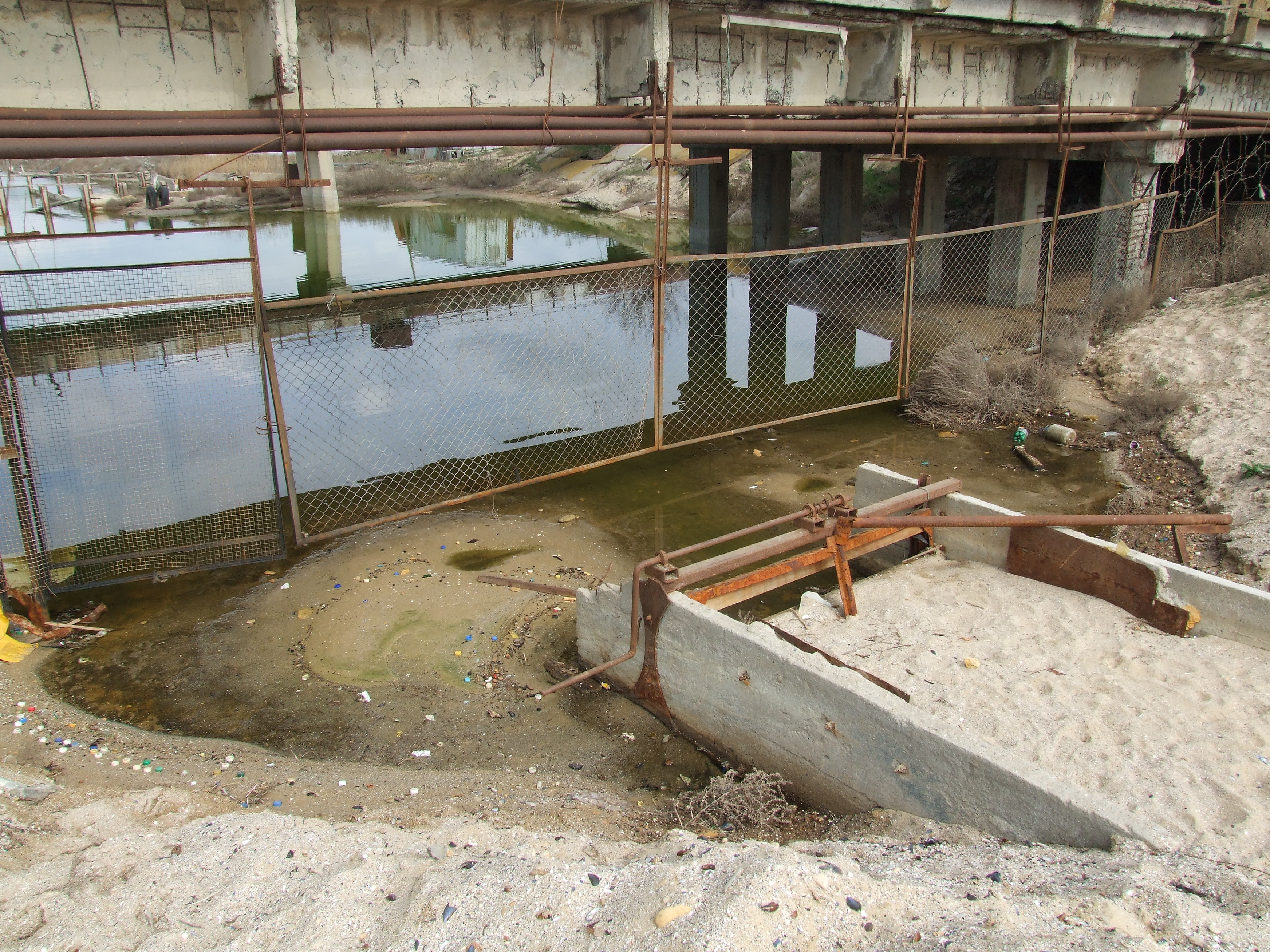
Шлюз на каналі

| Чорне море | Це незавершена стаття про Чорне море. Ви можете допомогти проєкту, виправивши або дописавши її. |